# Dryopteris glandulosopaleata
Dryopteris glandulosopaleata är en träjonväxtart som beskrevs av J. P. Roux. Dryopteris glandulosopaleata ingår i släktet Dryopteris och familjen Dryopteridaceae. Inga underarter finns listade.